# Nagroda Gentnera-Kastlera
Nagroda Gentnera-Kastlera – nagroda przyznawana przez Niemieckie Towarzystwo Fizyczne i Francuskie Towarzystwo Fizyczne za osiągnięcia w dziedzinie fizyki, począwszy od 1986 roku. Laureaci otrzymują srebrny medal, certyfikat oraz pieniądze. Nazwa nagrody to nazwiska Wolfganga Gentnera i Alfreda Kastlera.

## Laureaci
- 1986: Édouard Brézin
- 1987: Ernst-Wilhelm Otten
- 1988: André Neveu
- 1989: Klaus Dransfeld
- 1990: Pierre Bergé (Physiker)
- 1991: Jörg Peter Kotthaus
- 1992: Jean Rossat-Mignod
- 1993: Till Kirsten
- 1994: Michel Davier
- 1995: Walter Schmidt-Parzefall
- 1996: Jean Zinn-Justin
- 1997: Reinhard Scherm
- 1998: Gilbert Védrenne
- 1999: Dietrich Stauffer
- 2000: Michel Broyer
- 2001: Konrad Kleinknecht
- 2002: Jean-Marie Flaud
- 2003: Hartmut Löwen
- 2004: Dominique Langevin
- 2005: Hans Jürgen Herrmann
- 2007: Wolfram von Oertzen
- 2008: Bernard Barbara
- 2009: Theo Geisel
- 2010: Le Si Dang
- 2011: Georg Maret – za badania nad topnieniem kryształów[1].
- 2012: Jean-François Joanny
- 2013: Peter Wölfle
- 2014: François Biraben
- 2015: Tilman Pfau
- 2016: Astrid Lambrecht
- 2017: Johannes Orphal
- 2018: Luc Bergé
- 2019: Christof Wetterich
- 2020: Lucia Reining
- 2021: Nathalie Picqué
- 2022: Lydéric Bocquet